# 丁學忠
丁學忠（1970年6月28日—），中華民國政治人物，現任立法委員（雲林縣第一選舉區，中國國民黨籍）。生於雲林縣臺西鄉，曾任虎尾鎮鎮長、虎尾鎮民代表會主席。

## 生平
丁學忠出生於雲林縣臺西鄉，畢業於立仁小學、崇德國民中學、育民職業學校、國立虎尾科技大學。早年從事房地產業。
2006年6月，當選雲林縣虎尾鎮鎮民代表。2010年，成功連任並且當選代表會主席。
2014年，再次連任代表會主席。鎮民代表會任內，推動低收入戶子女就讀托兒所免學費、興建雲林縣第一座風箏與壘球雙用球場。
2018年，以無黨籍參選虎尾鎮鎮長，獲得中國國民黨禮讓，最終獲得近60%的得票率當選。2022年11月，獲得75%的得票率連任。
2024年，獲得中國國民黨徵召參選雲林海線立法委員，並得到雲林張派的支持，並在虎尾鎮大贏對手近一萬票成為勝選關鍵，最終以三千票的差距擊敗尋求連任的蘇治芬，成為2016年後國民黨首位在濁水溪以南當選的區域立委，將藍營勢力範圍擴張至北港溪。

## 面臨罷免
在2025年初，丁學忠被當區選民提出要罷免。

## 選舉紀錄
| 年度 | 選舉屆數                   | 選舉區           | 所屬政黨   | 得票數 | 得票率 | 當選標記 | 備註 |
| ---- | -------------------------- | ---------------- | ---------- | ------ | ------ | -------- | ---- |
| 2010 | 第十九屆虎尾鎮鎮民代表選舉 | 虎尾鎮第一選舉區 | 無黨籍     | 2,537  | 15.55% |          |      |
| 2014 | 第二十屆虎尾鎮鎮民代表選舉 | 虎尾鎮第一選舉區 | 無黨籍     | 4,238  | 20.31% |          |      |
| 2018 | 第十八屆虎尾鎮鎮長選舉     | 雲林縣虎尾鎮     | 無黨籍     | 22,124 | 59.32% |          |      |
| 2022 | 第十九屆虎尾鎮鎮長選舉     | 雲林縣虎尾鎮     | 無黨籍     | 27,071 | 75.67% |          |      |
| 2024 | 第十一屆立法委員選舉       | 雲林縣第一選舉區 | 中國國民黨 | 84,376 | 47.77% |          |      |

## 家庭
丁學忠喜愛慢速壘球，父親丁耀林是電影導演，執導過《臺西風雲》，母親王麗鶴曾任雲林縣議員。

## 外部連結
- 丁學忠的Facebook專頁
- 丁學忠的Instagram帳戶